# あべ・ケン!言の葉パラダイス
『あべ・ケン!言の葉パラダイス』（あべ・ケン ことのはパラダイス）は、2018年4月8日から2019年3月31日までRKB毎日放送（RKBラジオ）で放送される教養番組である。

## 概要
シニア世代のパーソナリティ2人による、"言葉"をテーマにした遊びや知識を提供する番組。

## 放送時間
- 日曜日 6:10 - 6:40（JST。2018年4月8日 - 2019年3月31日）

## パーソナリティ
- あべやすみ
- 佐々木謙介

## コーナー
- お遊びパラダイス
- 歌のパラダイス
- 語りのパラダイス

## スポンサー
- 姪浜タクシー